# Mariano Baino (regista)
Mariano Baino (Napoli, 17 marzo 1967) è un regista e sceneggiatore italiano.

## Biografia
Diplomato al Centro sperimentale di cinematografia di Roma nel 1984, comincia a lavorare come aiuto-regista e assistente di produzione per la Rai; nel 1989 si trasferisce in Inghilterra. Esordisce professionalmente nella regia col cortometraggio Dream Car (1989, prodotto da Rai 1). Si fa poi notare a livello internazionale col secondo cortometraggio, l'horror Caruncula (1990), prodotto da Bob Portal.
Nel 1993 scrive e dirige il lungometraggio Dark Waters, tematicamente un omaggio alla letteratura di H. P. Lovecraft e visivamente pieno di echi del cinema di Dario Argento e Lucio Fulci. Nel 1994 il film vince il Premio speciale all'interno del XIV Fantafestival di Roma e il Prix du Public del Fantasia Film Festival di Montréal. La pellicola è considerata un film di culto.
La regia successiva è il cortometraggio Never Ever After (2004). Nel 2014 i cortometraggi Dream Car, Caruncula e Never Ever After vengono pubblicati in video con il titolo The Trinity of Darkness.
Come sceneggiatore, Baino firma gli horror Thy Kingdom Come (2008, regia di Ilmar Taska, co-sceneggiatori Loris Curci, Andrea Nobile e Vince Villani) e, con l'attrice Coralina Cataldi Tassoni Hidden 3D (2011, regia di Antoine Thomas).
Nel 2010 scrive e dirige, sempre con Cataldi Tassoni, il cortometraggio Based on a True Life. Dopo i cortometraggi Lady M 5.1 (2016), ispirato al Macbeth di Shakespeare e A Moving Read (2019), nel 2024 esce il secondo lungometraggio di Baino, Astrid's Saints, presentato all'Étrange Festival di Parigi.
Nel 2011 la Soapbox Gallery di Brooklyn, a New York, dedica una retrospettiva (dal titolo Cyphers And Flames) ai disegni e alle illustrazioni di Baino, opere in seguito oggetto anche di un'esposizione a Napoli presso la Sala del Lazzaretto (Imago Ignis, 2015) e durante la XXXVI edizione del Fantafestival di Roma (Luctus Ignis, 2016).
Ha ricevuto dal governo degli Stati Uniti d'America la Green Card per meriti artistici.

## Filmografia

### Regista
- Dream Car - cortometraggio (1989)
- Caruncula - cortometraggio (1990)
- Dark Waters (1993)
- Never Ever After - cortometraggio (2004)
- Based on a True Life, co-regia con Coralina Cataldi Tassoni - cortometraggio (2010)
- Lady M 5.1 - cortometraggio (2016)
- A Moving Read - cortometraggio (2019)
- Astrid's Saints (2024)

### Sceneggiatore
- Dream Car, regia di Mariano Baino - cortometraggio (1989)
- Caruncula, regia di Mariano Baino - cortometraggio (1990)
- Dark Waters, regia di Mariano Baino (1993)
- Never Ever After, regia di Mariano Baino - cortometraggio (2004)
- Thy Kingdom Come, regia di Ilmar Taska (2008)
- Based on a True Life, regia di Mariano Baino e Coralina Cataldi Tassoni - cortometraggio (2010)
- Hidden 3D, regia di Antoine Thomas (2011)
- Lady M 5.1, regia di Mariano Baino - cortometraggio (2016)
- A Moving Read, regia di Mariano Baino - cortometraggio (2019)
- Astrid's Saints, regia di Mariano Baino (2024)